# جیجاق کاکلی
جیجاق کاکلی(نام علمی: Cyanocorax dickeyi) نام یک گونه از سرده جیجاق‌های کاکلی است.